# Hotel Grande Bretagne

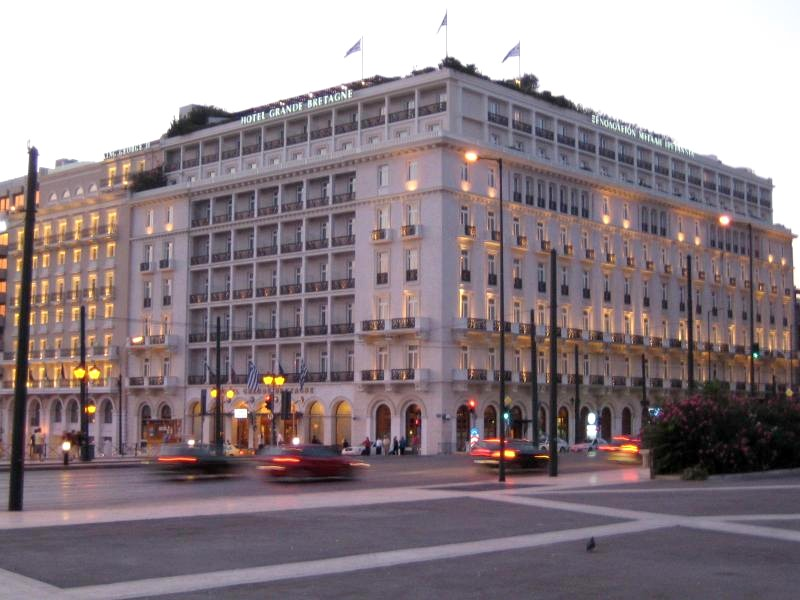
Hotel Grande Bretagne

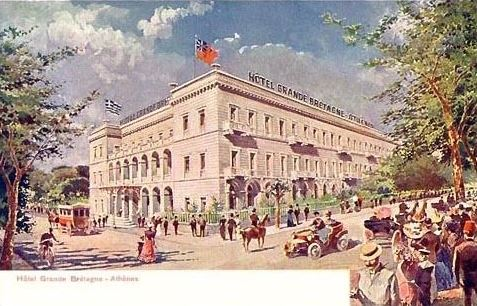
Hotel Grande Bretagne (1910), vor der Aufstockung der 1950er Jahre

Hotel Grande Bretagne

Die Hotels entlang des Syntagma-Platzes

Das Hotel Grande Bretagne ist ein historisches Grand Hotel am Syntagma-Platz in Athen. Es gehört mittlerweile zu The Luxury Collection Hotels & Resorts von Marriott.

## Geschichte
Das Hotel wurde 1842 von Antonios Dimitrios eröffnet, 1874 übernahm es Evstathios Lampsas. Es war im 19. Jahrhundert eine wichtige Durchreisestation für die Kolonialbeamten auf den Weg in den Orient und nach Fernost. 1896 nutzte das IOC das Hotel für Banketts während der ersten Olympischen Spiele.
Ursprünglich wurde der heutige Hotelbau um 1862 von dem Architekten Theophil Hansen entworfen und durch seinen Bauleiter vor Ort, den Architekten Ernst Ziller, realisiert. In den 1950er Jahren fanden große bauliche Veränderungen statt: das Hotel wurde fast vollständig abgetragen und mit stärkeren Mauern wieder aufgebaut, wobei die Erscheinung gleich geblieben ist. Anschließend wurde es in gleicher Formensprache aufgestockt, diese „Täuschung“ entgeht oft sogar Historikern, so dass die ganze Struktur (inklusive der Aufstockung) als Bau von 1874 angesehen wird.
Die Liste prominenter Gäste ist lang und umfasst Künstler wie Sophia Loren, Ingrid Bergman und Maria Callas, Schriftsteller wie Karl May, Hugo von Hofmannsthal und Truman Capote, Unternehmer wie die Krupps, Kennedys und die Rockefellers, ebenso wie Staatsoberhäupter. Mary Pickford soll ein Zimmer nur für die Unterbringung ihrer Schuhe gebucht haben. Das Hotel war auch in Krisenzeiten ein beliebter Zufluchtsort, Großfürstin Elena von Russland wählte es nach ihrer Flucht vor den Bolschewiken sogar als Dauerunterkunft. 1974 wurde es um 31 Zimmer erweitert, die bekannte Bar GB Corner wurde 1976 eröffnet. In den späten 1990ern wurde über eine administrative Zusammenlegung mit dem angrenzenden ebenfalls historischen Grand Hotel King George verhandelt, diese blieb jedoch aus, so dass im Jahr 2000 das Grande Bretagne von der Kette Hyatt übernommen wurde, die es 2001 bis 2003 für 82 Millionen € renovieren ließ. 2005 trennte sich Hyatt von allen historischen Luxushotels und das Grande Bretagne gehört seitdem zur Starwood Luxury-Collection und der Reederei Laskaridis.

## Betrieb
Es arbeiten 450 Angestellte im Hotel, es hat 290 Zimmer und 31 Suiten. Neben den drei Restaurants hat es zwei Schwimmbäder und einen Spa-Bereich. Die beste Suite des Hotels ist die 400 m² große Royal Suite. Diese verfügt über einen eigenen Weinkeller und ein goldverkleidetes Bad und kostet 12.000 € pro Nacht. Das Gästebuch der Suite weist Personen wie David Bowie, Francis Ford Coppola oder Giorgio Armani auf. Einfachere Zimmer des Grande Bretagne kosten in der Nebensaison ab 300 € (Stand 2008). Seit der Gründung des Betriebs werden wertvolle Gegenstände wie Möbel und Kunstwerke gesammelt, die ältesten Teppiche sind über 300 Jahre alt.